# Amédée de La Porte
Amédée de La Porte, né à Niort le 20 juin 1848 et mort au château de Targé, à Parnay (Maine-et-Loire), le 10 juin 1900, est un avocat, auditeur au Conseil d'État et homme politique français.

## Biographie
Fils d'un directeur de l'enregistrement et des domaines à Niort, il remporte le premier prix de philosophie au concours académique en 1865 et fait son droit à Paris. Inscrit barreau de Paris de 1869 à 1873, il prend part comme capitaine des mobiles des Deux-Sèvres la guerre franco-allemande de 1870.
Reçu auditeur au Conseil d'État en 1873, il devient chef de cabinet de Albert Christophle, ministre des Travaux publics, en mars 1876.
Conseiller municipal de Saint-Symphorien depuis 1874 (dont il devient maire en 1892) et conseiller général des Deux-Sèvres, il est élu député, comme candidat républicain, le 14 octobre 1877. À la Chambre, il devient secrétaire du groupe de l'Union républicaine en 1883, puis président du groupe de la gauche démocratique. Il y sera également vice-président de la commission du budget.
Il devient administrateur des chemins de fer de l'État en 1882.
Il est sous-secrétaire d'État au ministère de la Marine et des colonies en 1886.
Il est président le Comité agricole de Frontenay-Rohan-Rohan et du Comité démocratique des deux cantons de Niort.
Il épouse la fille du ministre François Allain-Targé. Il est enterré avec son fils, Henri de La Porte, au cimetière ancien de Niort.

## Fonctions et mandats
- Sous-secrétaire d'État à la Marine et aux Colonies du 15 janvier 1886 au 10 décembre 1886 dans le Gouvernement Charles de Freycinet (3), du 17 décembre 1886 au 29 mai 1887 dans le Gouvernement René Goblet, du 19 janvier 1888 au 2 avril 1888 dans le Gouvernement Pierre Tirard (1), du 5 avril 1888 au 21 février 1889 dans le Gouvernement Charles Floquet.